# Obština Kajnardža
Obština Kajnardža (bulharsky Община Кайнарджа) je bulharská jednotka územní samosprávy v Silisterské oblasti. Leží ve východním Bulharsku v Dolnodunajské nížině na severním úpatí Dolnodunajských vysočin u hranic s Rumunskem. Sídlem obštiny je ves Kajnardža, kromě ní zahrnuje obština 14 vesnic. Žije zde necelých 5 tisíc stálých obyvatel.

## Sídla
| - Davidovo - Dobrudžanka - Goleš - Gospodinovo - Kajnardža (sídlo správy) | - Kamenci - Kranovo - Polkovnik Čolakovo - Poprusanovo - Posev | - Središte - Strelkovo - Svetoslav - Vojnovo - Zarnik |

## Sousední obštiny
| Růžice kompasu | Silistra |                   |         | Růžice kompasu |
| Růžice kompasu | Alfatar  | Sever             |         | Růžice kompasu |
| Růžice kompasu | Alfatar  | Obština Kajnardža |         | Růžice kompasu |
| Růžice kompasu | Alfatar  | Jih               |         | Růžice kompasu |
| Růžice kompasu |          | Tervel            | Krušari | Růžice kompasu |

## Obyvatelstvo
K 15. prosinci 2024 v obštině žilo 5 286 obyvatel a bylo zde trvale hlášeno 6 049 obyvatel. Podle sčítání 7. září 2021 bylo národnostní složení následující:
- Turci: 2 050 (55.0 %)
- Bulhaři: 951 (25.5 %)
- Romové: 697 (18.7 %)
- ostatní[p 3]: 31 (0.8 %)

V období 2011 až 2021 v obštině ubylo 104 obyvatel.